# Volquard Iversen
Volquard Iversen, niederländisch Volker Evertsz, (* um 1630 in Husum; † unbekannt, nach 1669) war ein Buchbinder und Soldat im Dienst der Niederländischen Ostindien Kompanie (VOC).
Im Zuge seiner 13-jährigen Reise im Dienst der VOC verfasste er einen detaillierten Bericht seiner Erlebnisse sowie der Kulturen und der Natur, die ihm begegneten. Dieser wurde gemeinsam mit dem Reisebericht von Jürgen Andersen 1669 erstmals unter dem Titel Orientalische Reisebeschreibungen von Adam Olearius herausgegeben.

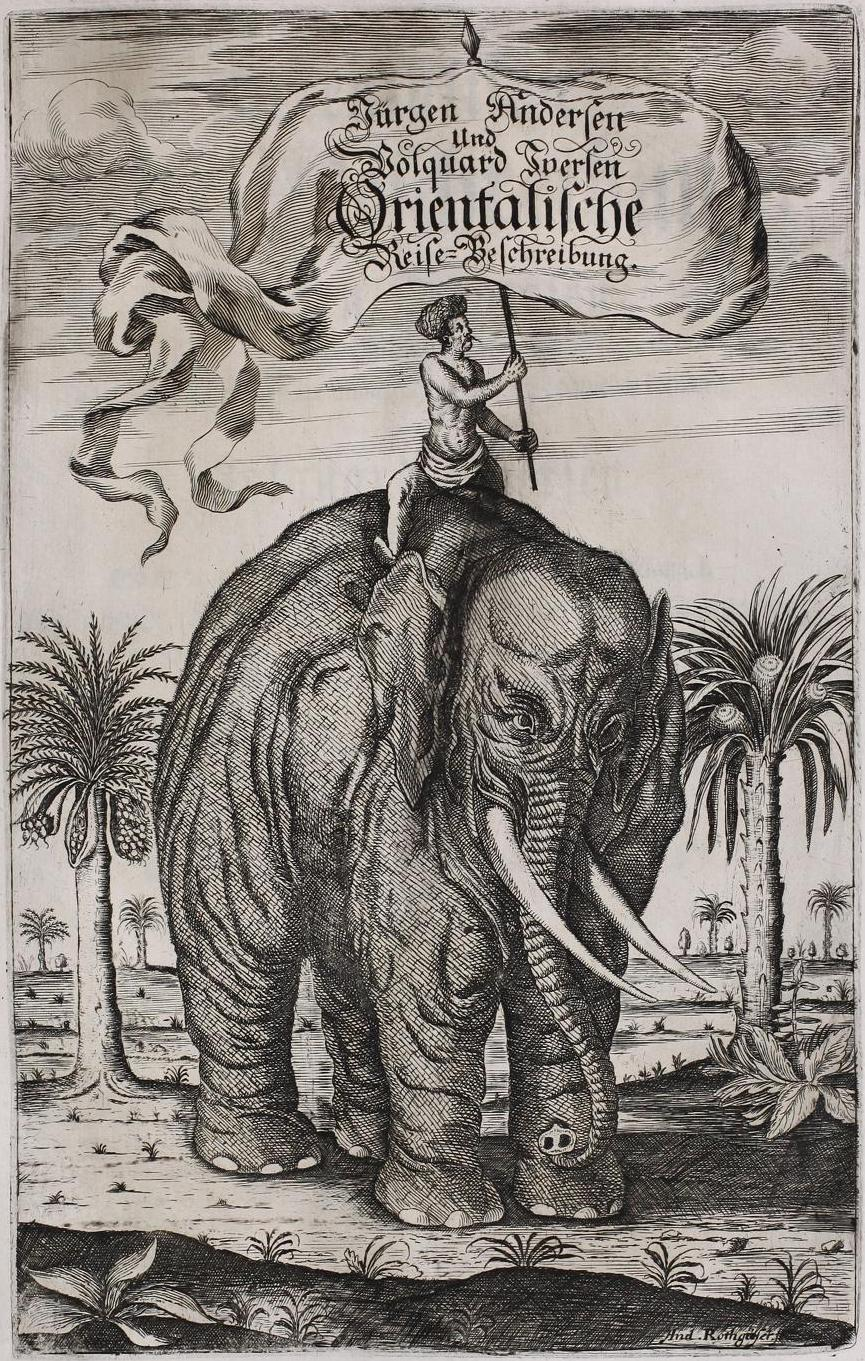
Titelkupfer der Orientalischen Reisebeschreibungen 1669

## Leben

### Vor der ersten Reise
Über Iversens Leben vor seiner ersten Reise mit der VOC ist wenig bekannt. Um 1630 wurde er als Sohn eines Müllers in Husum geboren, das sich zu dieser Zeit im Herzogtum Schleswig-Holstein-Gottorf befand. Seinem Bruder wurde es ermöglicht, zuerst die Husumer Gelehrtenschule und danach die Universität Königsberg zu besuchen. Iversen selbst absolvierte eine Lehre zum Buchbinder und übte sein Handwerk einige Jahre bei einem Meister in Amsterdam aus. Dort kam er in Kontakt mit Reisenden der VOC. Abenteuerlust sowie finanzielle Gründe überzeugten auch ihn, sich in den Dienst der Kompanie zu stellen.

### Fahrt nach Batavia und Dienst vor Ort
Iversen entschied sich, als Leibschütze anzuheuern und schiffte sich – laut seinem Reisebericht – im April 1655 auf der Prinz Royal (Prinses Royaal) ein. Die Kanarischen Inseln passierend und über die vor der afrikanischen Küste gelegenen Inseln St. Vincent und St. Anton erreichte Iversen das Kastell der Holländer am Kap der Guten Hoffnung. Von Afrika aus reiste er weiter zur niederländischen Handelsniederlassung Batavia, welche er Anfang des Jahres 1656 erreichte.  Nach den Schiffslisten der VOC ist jedoch ein Aufbruch im Jahr 1656 und Ankunft in Batavia 1657 wahrscheinlicher.
Nach viermonatiger Akklimatisierung erhielt Iversen den Befehl, auf dem Schiff Trawung zu den Molukken weiterzureisen. In den folgenden fünf Jahren diente er in den holländischen Niederlassungen der VOC auf den Molukken, vor allem auf Ambon, Seram und den Banda-Inseln, und sammelte Eindrücke über die Flora, Fauna und die Bewohner der Inseln. Zudem beschrieb er die Präsenz der Holländer in der Region, ihren Kampf gegen die Portugiesen und ihre Festung Overburg.

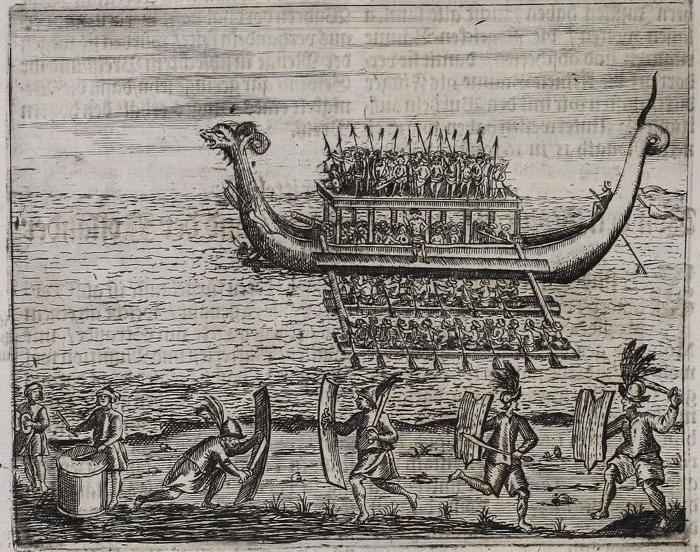
Einheimisches Schiff auf den Molukken (S. 185)

Als Iversen die Molukken erreichte, hatte Arnout de Vlaming gerade nach achtjährigem Krieg die Einheimischen unterworfen. Um das Gewürzmonopol der VOC besser durchsetzen zu können, befahl er, dass – abgesehen von der Insel Ambon – alle Nelkenbäume auf den Molukken-Inseln vernichtet werden sollen. Iversen berichtet, als Soldat an diesen großflächig angelegten Zerstörungsmissionen beteiligt gewesen zu sein.

### Versuch der Rückreise und Schiffbruch

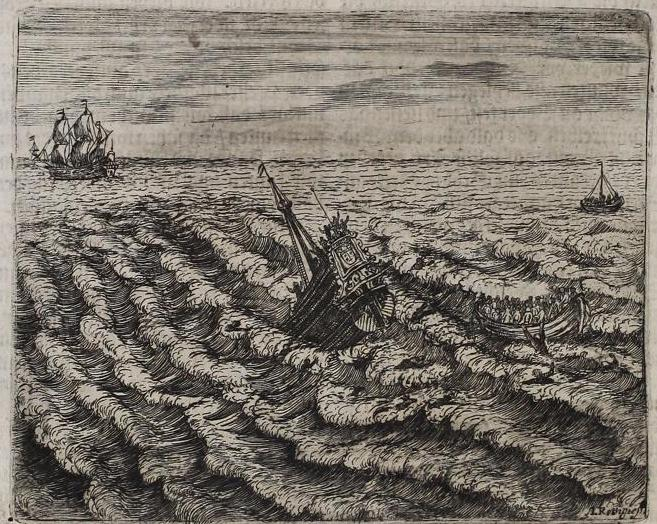
Schiffbruch der Arnhem

Im Jahr 1661 beschloss Iversen, in seine Heimat zurückzukehren und trat auf dem Schiff Löwin seinen Rückweg über Batavia an. Nach einem siebenmonatigen Aufenthalt auf Java erwirkte Iversen seine Entlassung von General Johann Matsüker. Am 23. Dezember 1661 begann er seine Rückreise auf dem Schiff Arnhem, das in einer Flotte von sieben Schiffen (Das Wappen von Holland (Wapen van Holland), Prinz Wilhelm (Prins Willem), Prinz Royal (Prinses Royaal), Arnhem, Maarsseveen, Der Phoenix (Phoenix) und der gekrönte Löwe (Gekroonde Leeuw)) unter dem Kommando von Admiral Arnout de Vlaming segelte. Ein heftiger Sturm ergriff jedoch bald darauf die Flotte und Iversen erlitt am 11. Februar 1662 mit der Arnhem Schiffbruch. Mit etwa 80 anderen Personen konnte er sich auf ein Beiboot retten, das jedoch stark überfüllt war: 13 Passagiere wurden ins Meer geworfen, andere starben in den kommenden Tagen an Durst. Nach einigen Tagen auf See konnte sich Iversen auf die Insel Mauritius retten. Dort lebte er mit einigen der anderen Überlebenden für mehrere Monate und beschrieb die Zeit, nach ersten Anfangsschwierigkeiten, als beinahe paradiesisch.
Iversen und einige seiner Leidensgenossen wurden schließlich vom englischen Schiff Trüro aus ihrem Robinson-Dasein errettet. Unter Kapitän Swanli brach die Trüro am 24. Mai 1662 zum Kap der Guten Hoffnung auf, musste jedoch einen Umweg über Madagaskar nehmen und dort wegen schlechter Winde vier Monate ausharren. Aufgrund von mangelhafter Versorgung mit Lebensmitteln wechselte Iversen heimlich das Schiff und versteckte sich drei Tage lang an Bord der Leopard. Schließlich enttarnt als ehemaliger Soldat im Dienst der Niederländer sollte er von Bord geworfen werden, wurde aber in Cambaia freigelassen. Mit dem niederländischen Schiff Merri roos segelte Iversen weiter nach Surat, wo er am 8. Oktober 1662 angelangte.

### Dienst in Surat und Heimkehr
Zurück im Dienst der Niederländer wurde Iversen über Gamron (Bandar Abbas) nach Basra geschickt, um auf Waren aus Armenien, der Türkei und Arabien zu warten. Nach Surat zurückgekehrt diente Iversen dort für weitere viereinhalb Jahre bis 1667. In dieser Zeit sammelte er ausführliche Informationen über die Stadt, ihre Bewohner und besonders deren religiöse Praktiken. Außerdem wurde er Zeuge der Plünderung der Stadt im Jahr 1664.

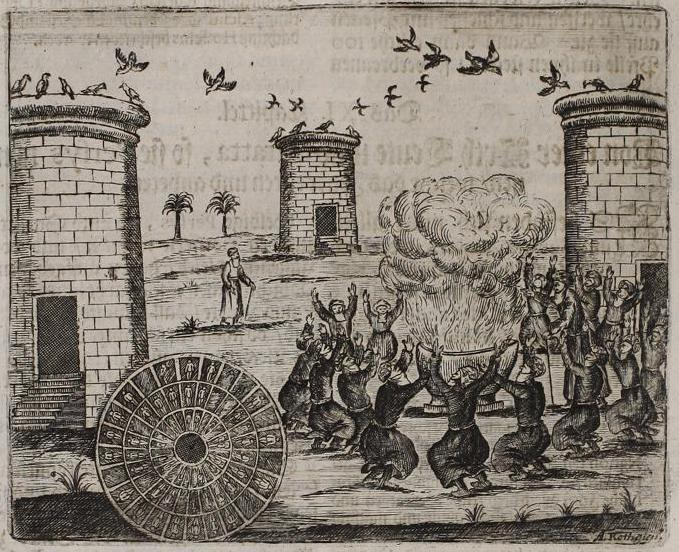
Feuertanz in Surat (S. 202)

Iversens Sprachkenntnisse machten ihn – nach eigener Aussage – für die Niederländer sehr wertvoll, weswegen es ihm nicht leicht fiel, nach seiner zweiten Dienstzeit seine Entlassung zu erwirken. Am 15. Mai 1667 schließlich brach Iversen an Bord des Schiffes Kattenburg von Surat nach Batavia auf. Auf seiner Reise passierte er unter anderem Decan, Bombay (Mumbai), Cochin, Ceylon, Colombo sowie die holländische Festung Galle.
Bis zum 6. Oktober 1667 hielt sich Iversen in Batavia auf, von wo aus er mit einer Flotte bestehend aus drei Schiffen (Das Wappen von Hoorn, Alden, Constantia) schließlich in seine Heimat aufbrach. Die Flotte machte vom 24. Dezember 1667 bis zum 24. Januar 1668 Zwischenstation am Kap der Guten Hoffnung. Iversen beschreibt mit großem Staunen in seinem Reisebericht die Veränderungen des niederländischen Stützpunktes, vor allem in Bezug auf die massiv erweiterte Infrastruktur.

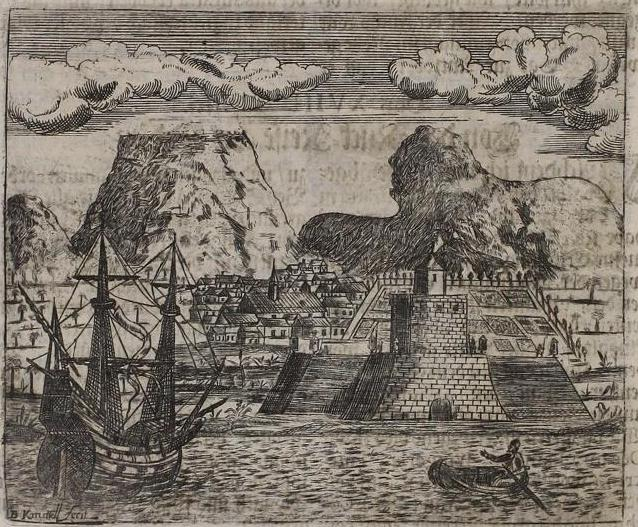
Kap der guten Hoffnung (S. 219)

Über die Insel Ascension reiste Iversen weiter nach Europa und erreichte am Pfingsttag, den 18. Mai 1668 die holländische Küste bei Vlie. Bei seiner Ankunft in Amsterdam ließ er sich seinen Sold auszahlen und kehrte schließlich zu seinem Vater in die Heimat Husum zurück, wo man ihn bereits tot geglaubt hatte.

### Die Reisebeschreibung und zweite Abreise
Kurz nach seiner Rückkehr wurde Iversen von Adam Olearius, Hofbibliothekar am Hof in Gottorf, aufgesucht und erstattete diesem einen Bericht seiner Erlebnisse. Olearius arrangierte zudem ein Treffen zwischen Iversen und dem ebenfalls mit der VOC gereisten Jürgen Andersen. Andersens Reisebeschreibung hatte Olearius bereits für die Hofbibliothek in Gottorf aufgeschrieben. Der Gelehrte nutzte diesen Anlass, um beide Berichte zu vergleichen und ihren Wahrheitsgehalt zu überprüfen. Auf der Grundlage der Berichte von Iversen und Andersen publizierte Olearius im Jahr 1669 die Orientalische[n]=Reisebeschreibungen.
Bedingt durch den Verlust seines rechten Daumens bei der Einnahme der Festung Paneck in Makassar war Iversen nicht mehr im Stande, sein erlerntes Handwerk auszuüben. Noch vor Weihnachten 1668 trat er erneut in den Dienst der VOC ein, diesmal im Dienstgrad eines Korporals. Abermals an Bord der Kattenburg reiste Iversen in Richtung Batavia ab. Über sein weiteres Leben ab diesem Zeitpunkt ist bisher nichts bekannt, es ist allerdings spekuliert worden, dass er sich in Batavia niederließ.

## Reisebericht

### Entstehung des Reiseberichts
Die meisten Aussagen über Iversens Leben beruhen auf seinem eigenen Reisebericht, der gleichzeitig auch sein einziges überliefertes Werk darstellt. Ergänzende Informationen liefert ein kurzer Epilog des Herausgebers Adam Olearius, in dem er den Leser über die Ereignisse in Iversens Leben kurz nach dessen Ankunft in der Heimat unterrichtet. Die Genauigkeit der Angaben von Iversen muss besonders für die Zeit vor seinem Schiffbruch in Zweifel gezogen werden, da er – anders als Jürgen Andersen – seine Aufzeichnungen nicht hatte retten können.
Der Gottorfer Hofbibliothekar Adam Olearius kann als der Initiator der Veröffentlichung der Reiseberichte von Andersen und Iversen bezeichnet werden, da er die Reisenden dazu veranlasste, ihre Erlebnisse in einen Bericht zu fassen. Den wissenschaftlichen Anspruch seiner Publikationen demonstrierend, wandte Olearius Verifikationsstrategien an, um sich über den Wahrheitsgehalt der Aussagen seiner Autoren zu versichern. Der Hofgelehrte verglich die Informationen, die er von Andersen und Iversen erhielt, untereinander und glich sie mit Informanten aus den Niederlanden ab. In Bezug auf die Bearbeitung der Reiseberichte von Andersen und Iversen ist die Bedeutung von Olearius in der Forschung jedoch umstritten. Die Intensität seiner Eingriffe in beide Texte ist schwer zu bestimmen, besonders, da keine Aufzeichnungen oder Konzepte der beiden Autoren erhalten sind. Dass dem von Olearius herausgegebenen Text von Iversen ein schriftlicher Bericht des Reisenden zu Grunde lag, ist nicht eindeutig festzustellen. Ein Kommentar von Olearius und einleitende Worte zur Übernahme eines Teils von Iversens Bericht im zeitgenössischen Roman „Der Frantzösische Cormantin“ legen dies jedoch nahe.
Ein Zweig der Forschung hat die Verwendung von klar gekennzeichneten Anmerkungen als Indiz dafür gewertet hat, dass Olearius den Text selbst nicht weiter veränderte und dass Olearius eindeutig zwischen sich selbst als Herausgeber und Iversen als Autor unterscheidet und diesen auch so bezeichnet. Bei Iversens Bericht vermutet Karin Unsicker eine etwas stärkere Involvierung des Herausgebers, da sich Iversen bei der Drucklegung wahrscheinlich schon nicht mehr in Europa befand. Andererseits wird ebenfalls die Meinung vertreten, Olearius habe den Text einer weitgehenden Überarbeitung unterzogen. Diese These beruht auf der Beschreibung einer Episode aus Iversens Reisebericht aus der Perspektive eines anderen Autors, die bereits 1663 erschien, sechs Jahre vor der ersten Veröffentlichung der Berichte von Andersen und Iversen. Einige Stellen dieser Beschreibung, besonders nautische Einzelheiten, sind in die Beschreibung Iversens eingeflossen. Olearius hat diese Übernahmen nicht ausdrücklich kenntlich gemacht, wie sonst für seine Herausgeberschaft üblich, macht jedoch in einer ergänzenden Anmerkung auf die Beschreibung des Autors „Anders Storman“ aufmerksam.
Der Herausgeber ergänzte den Text mit einer Fülle von Kommentaren und Marginalien, die den Text weiter anreichern. Beim Bericht von Iversen fügte Olearius sogar ein ganzes Kapitel hinzu, welches dem Leser mehr Kontext der Geschehnisse liefern soll, ein Hinweis auf seinen Wunsch die Reisebeschreibungen auch der Gelehrtenrepublik präsentieren zu können. Dabei macht Olearius aber deutlich, dass es sich um eine nachträgliche Ergänzung handelt und aus welchen Quellen er sich bei seinen Anreicherungen bedient.

### Ausgaben der „Orientalischen Reisebeschreibungen“

Orientalische Reisebeschreibungen 1669, S. 181.

Die erste Auflage der Orientalischen Reisebeschreibungen wurde 1669 in der Hofdruckerei in Schleswig gedruckt. Lohmeier hat von dieser ersten Ausgabe zwei Versionen identifiziert, die kleine Unterschiede im Titel und Vorspann aufweisen. Bedeutender ist jedoch die Entfernung der Widmung an Christoffer von Gabel, bis 1670 wichtiger Berater des dänischen Fürsten, in der Version B. Die Widmung wurde vermutlich aus Rücksicht auf die politische Situation in Kopenhagen kurz nach dem Sturz Gabels herausgenommen. Daher hat Lohmeier die Version A als die ursprüngliche Version identifiziert und für den von ihm veröffentlichten Neudruck als Vorlage verwendet. Die Kupferstiche, die Iversens Bericht illustrieren, wurden von Andreas Rothgießer und B. Knuttel, zwei am Gottorfer Hof tätigen Kupferstechern, angefertigt. Vermutlich wurden die Stiche aber vom Herausgeber und nicht von den Autoren ausgewählt.
Bereits 1670 wurden die Reiseberichte ins Niederländische übersetzt, was auf ein hohes Interesse an Iversens Bericht schließen lässt. In der niederländischen Übersetzung wurde Iversens Bericht – mit neuen Kupferstichen versehen – nicht zusammen mit Andersens Beschreibung herausgegeben, sondern mit den Berichten von Johann Jacob Saar und Albrecht Herport.
Eine zweite Auflage der Reisebeschreibungen erschien 1696 in Hamburg beim Verlagshaus Hertel und Wiering. Der Text und die Abbildungen wurden übernommen, aber orthografisch angepasst und qualitätvoller neu gesetzt. Die Reisebeschreibungen von Andersen und Iversen waren dabei Teil einer „Gesamtausgabe“ von Olearius’ Schriften, ergänzt durch einige weitere Abhandlungen.

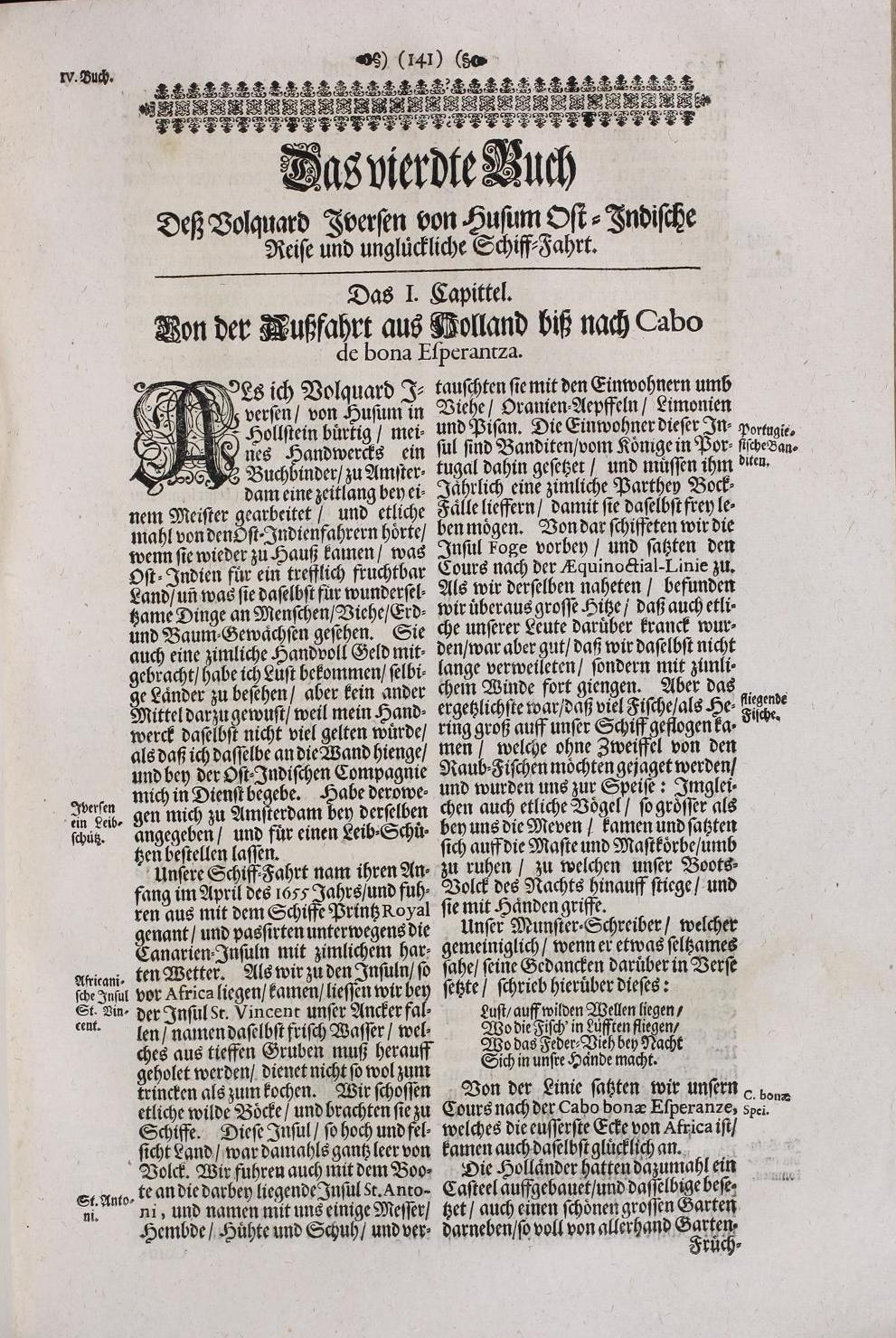
Iversens Reisebeschreibung. In: Des Welt-berühmten Adam Olearii colligirte und viel vermehrte Reise-Beschreibungen. Hamburg 1696.

### Rezeption
Bereits 1670 hat Erasmus Francisci in seinem 1670 in Nürnberg erschienenen Geschicht=Kunst= und Sitten=Spiegel ausländischer Völcker in vielen Anmerkungen auf Volquard Iversen (und Jürgen Andersen) verwiesen. Einige Bestandteile aus Iversens Bericht wurden zur Anreicherung der 1672 erschienenen zweiten Aufgabe der Reisebeschreibung von Johann Jacob Saar übernommen. Auch Abbildungen aus Iversens Bericht fanden dort Wiederverwendung. Des Weiteren wird auf Iversens Bericht auch in Christoph Arnolds Ausgabe verschiedener Berichte über Ostasien von 1672 verwiesen.
Außerdem wurde Iversens Beschreibung von Mauritius von Henrick van Quellenburgh verwendet, um Jean-Baptiste Taverniers negativer Darstellung der Niederländer auf Mauritius etwas entgegenzustellen. Eine englische Übersetzung dieses niederländischen Passus von Iversen findet sich als Manuskript in der British Library.
Iversens Bericht ist auch in der Unterhaltungsliteratur des späten 17. Jahrhunderts rezipiert worden. Der Romanautor und Herausgeber eines Journals, Eberhard Werner Happel, nahm die Geschichte von Iversens Schiffbruch in seine Wochenschrift „Größte Denkwürdigkeiten der Welt oder sogenannte Relationes Curiosae“ auf. Happel übernahm dabei die von Olearius herausgegebene Version der Textstelle wörtlich – bis auf einige stilistische Veränderungen – fügte dem Bericht eine Einführung und Zwischenüberschriften hinzu und kürzte sie so zusammen, dass sie sich auf die Dramatik der Rettungsgeschichte, sowie die Betonung göttlicher Vorsehung fokussierte. Happel verarbeitete die Berichte von Andersen und Iversen, vor allem die Beschreibungen von Schiffbruch und Rückkehr, in seinem Geschichtsroman „Der Frantzösische Cormantin“. Auch hier bediente sich Happel der von Olearius publizierten Textgrundlage, wobei er die Handlung an einigen Stellen stark raffte und den Text stilistisch überarbeitete. Sowohl in dem Beitrag zu der Wochenschrift als auch in seinem Roman betont Happel seinen persönlichen Bezug zu Volquard Iversen, dessen Bruder er kannte.
Die rasche Übersetzung und starke Rezeption der Berichte von Iversen und Andersen weisen nicht nur auf ein starkes Interesse der Zeitgenossen an der Gattung der Reiseliteratur hin. Sie deuten ebenfalls auf ein weit gespanntes Gelehrtennetzwerk, in dem Reiseberichte ausgetauscht und die darin enthaltenen Informationen über fremde Erdteile ausgewertet wurden, und dessen Mitglieder fremde Reiseberichte für ihre eigenen Werke als Quellen für Ergänzungen nutzten.

### Forschungsgeschichte
Der Reisebericht von Volquard Iversen ist einer von knapp 50 Berichten des 17. Jahrhunderts über Reisen nach „Ostindien“ von deutschsprachigen Reisenden im Dienst der VOC. Als Quellen für die Geschichte dieser Gruppe sind auch die Berichte von Andersen und Iversen herangezogen worden.

Die beiden Reiseberichte wurden zudem in Hinblick auf ihre sich wandelnde Sicht auf das Reisen und seine religiöse Dimension untersucht.  Die landeskundlichen Anteile des Berichtes wurden vor allem in der älteren Forschung als wenig innovativ eingeschätzt, besonders im Vergleich zu niederländischen Berichten. Demgegenüber wird in anderen Arbeiten der ethnographische und landeskundliche Wert von Iversens Bericht hervorgehoben. So illustriert eine Nelkenvernichtung durch Angehörige der VOC auf den Molukken, bei der Iversen selbst mit Hand anlegte, die gewalttätige Seite der VOC in Südasien.  Aus Iversens Bericht gehen das Ausmaß der Vernichtungsaktionen sowie die Gewissenskonflikte des daran beteiligten VOC-Bediensteten hervor:
„Weil auff diesen und herumb liegenden Maluccischen Insuln und sonst nirgends die Negelcken reichlich wachsen / und die Holländer den Negelken Handel gern alleine haben wollen / musten wir zu gewissen Zeiten des Jahrs Partenweise außgehen / und auff denen Insuln / von welchen die Holländer (wegen grossen überflusz / so sie auff den nähern Iusulen haben) nicht alle samlen lassen wolten / die Negelcken Bäumen ruiniren und abschelen / damit sie verdorren: die kleinen Bäume als Finger dicke / musten wir mit den Wurzeln auszreussen. Unterweilen haben wir in einem Monat 15. in 16. tausend Bäume zu nichte gemacht. Deszgleichen tun sie auch mit den Muszcat Nüssen und Bäumen / dasz sie oft grosse hauffen verbrennen. Ich habe mirs anfänglich zu Gemüthe gezogen / die so reichlich verliehene Gaben Gottes / da dem Nehesten mit gedienet seyn könte / zu vernichten. Warumb sie aber dies thun / geben sie Ursache: es kostet ein groszes Gelt / solche Schiffe nach Indien auszzurüsten / müstens hernach dahin wagen / dasz / wenn sie mit köstlichen Specereyen beladen / etliche durch Ungewitter und anderm Unglück untergehen / daß sie also alle nicht allezeit glücklich zu Haus kommen: wann nun jederman solche Wahren dort habhafft werden / und heraus verhandeln solte / würden sie wegen der menge in schlechtem Preisz und ihr Gewinst gar geringe seyn / dann die wenigkeit eines Dinges erhält den höhern Preisz.“
Aus umweltgeschichtlicher Perspektive interessant ist Iversens Schilderung über seine Zeit auf Mauritius, in der er einen Vogel namens “Dodderse” erwähnte. Iversen beschreibt die charakteristische Eigenschaft der Vogelart, durch ihre Flugunfähigkeit und Zutraulichkeit eine leichte Beute für den Menschen darzustellen: 
„seyend grösser als die Gänse / kunten zwar nicht fliegen (weil an stat der Flügel nur kleine Fittige) aber gar schnell lauffen: wir jagten sie ein dem andern zu / daß wir sie mit den Händen greiffen kunten / und wenn wir einen am Bein fest hielten / und er ein Geschrey machete / kamen andere Herzu gelauffen / dem gefangen zu helffen / und wurden selbst gefangen.“
Man geht davon aus, dass Iversen einen der letzten Dodos in freier Wildbahn gesehen (und womöglich erlegt) hat. Denn weitere Berichte von Schiffbrüchigen, die ebenfalls mit Andersen auf Mauritius gestrandet waren, berichten nicht über den Dodo oder übernehmen die Beschreibung eines Dodos aus früheren Quellen. Iversens Beschreibung wird jedoch auch kritisch gesehen, da das von ihm beschriebene Verhalten der Dodos Ähnlichkeiten mit dem der Mauritius-Ralle aufweist. Der Dodo selbst wurde und wird oftmals als plump, langsam und daher unfähig zur Flucht beschrieben. Iversens Beobachtung, dass Dodos schnell laufen können, steht daher im Gegensatz zu den in Europa verbreiteten Dodo-Stereotypen. Während Olearius’ Zeit am Hof in Gottorf befand sich auch ein Dodo-Kopf in der herzoglichen Wunderkammer: Es ist jedoch unklar, ob dieser von Iversen mitgebracht wurde oder ob er aus dem Bestand einer niederländischen Kunstkammer aufgekauft wurde und nach Schleswig kam.

## Ausgaben
- Orientalische Reise=Beschreibunge Jürgen Andersen aus Schleßwig der An. Christi 1644. außgezogen und 1650. wieder kommen. Und Volquard Iversen aus Holstein so An. 1655. außgezogen und 1668. wieder angelandet. Seynd beyde respective durch OstIndien/ Sina/ Tartarien/ Persien/ Türckeyen/ Arabien und Palestinam gezogen: und haben zu Wasser und Land viel merckliche Dinge gesehen und erfahren; Aus deren Bericht mit lust und auch verwunderung zu vernehmen die Beschaffenheit und heutiger Zustand der Insuln/ festen Länder/ Städte/ der Einwohner/ Leben/ Sitten und Lehre. Wie auch Von ihren erlittenen erbärmlichen Schiffbrüchen. Herausgegeben Durch Adam Olearius, der regierenden Fürstl. Durchl. Zu Schleßwig/ Holstein Bibliothecarium und Antiquarium. Mit dessen Notis, und etlicher Orter Erklärungen: Sampt vielen Kupfferstücken. Mit Käyserl. Mayest. Privilegio. Schleßwig In der Fürstl. Druckerey durch Johan Holwein/ Fürstl. bestalten Buchdrucker und Formschneider. Im Jahr 1669. Digitalisat der Bayerischen Staatsbibliothek

- De/ Beschryving/ der/ Reizen/ van/ Volkert Evertsz./ naar/ Oostindien. / Dar in het geen, dat hem in zijne reis bejegent is, vertoont/ word: zijn erbarmelijke schipbreuk op het schip Arnhem;/ zijn landing aan ‘t Eilant Mauricius; zijn elendige/ staat op dit Eilant, en voorts zijn weêrkeering naar Indiën, tot aan zijn weêr-koomst in’t Vaderlant. […] Door Adam Olearius in de Hoogduitsche Taal uitgegeven, en van J.H. Glazemaker vertaalt./ Met kopere platen verçiert. ‘t Amsterdam, By Jan Rieuwertsz. en Pieter Arentsz. Boekverkopers, 1670. (S. 89–130 in: Verhaal van drie voorname Reizen naar Oostindien; te weten van Johan Jacobsz Saar, Volkert Evertsz, en Albrecht Herport, […] van J.H. Glazemaker vertaalt, Amsterdam 1671). Digitalisat bei Google Books

- Orientalische Reise-Beschreibung: Jürgen Andersen aus Schleßwig/ Der Anno Christi 1644 außgezogen/ und 1650 wieder kommen. Und Volquard Iversen aus Hollstein/ So Anno 1655. außgezogen/ und 1668 wieder angelanget. […] Heraus gegeben Durch Adam Olearium […] Mit dessen Notis, und etlicher Oerter Erklärungen: Sampt vielen Kupfferstücken. In: Des Welt-berühmten Adam Olearii colligirte und viel vermehrte Reise-Beschreibungen. Hamburg 1696. Digitalisat der Bayerischen Staatsbibliothek